# Can Ribas (la Soledat)
Can Ribas és un antic edifici fabril de Palma situat al barri de La Soledat. Destinat a la fàbrica de flassades, la fàbrica es va establir al segle xix i va tancar el 1960. Després d'un llarg procés de degradació, el 2009 començà la recuperació dels espais, amb la conversió d'una de les naus en centre de dia, i anys més tard es rehabilità tot el sector sud. El 2020 la zona sud de l'antic espai industrial va ser protegit amb la categoria de Bé Catalogat.

## Història
Aquesta fàbrica es va construir a la segona meitat del segle xix en una zona sense cap mena d'urbanització, a la perifèria de la ciutat, a causa de la prohibició d'edificar a una distància de les murades inferior a 1.250 metres, establerta el 1856 per les Ordenances Generals de l'Exèrcit. La seva inauguració a mitjans del segle xix va fer que molts obrers es traslladassin a viure a la zona i s'urbanitzàs l'indret conegut com l'Hort del Ca.
L'activitat principal de Can Ribas era la fabricació de flassades, de la transformació de la matèria primera, la llana d'ovella, fins al producte final. Tingué el seu apogeu entre finals del segle xix i començament del segle xx. El negoci tancà l'any 1960. El 2005, l'arquitecte Jaume J. Ferrer dugué a terme el projecte de rehabilitació de la zona nord del complex i del seu entorn com a part del PERI de la Soledat.
La fàbrica ocupava més de 14.000 metres quadrats de sòl i uns 10.000 construïts aproximadament, i estava situada a dues illetes del barri de la Soledat, a banda i banda del carrer Fornaris. El sector nord ocupava part de la illeta compresa entre els carrers de les Ànimes, del Teix i de la Punta, mentre que el sector sud estava delimitat pels carrers de Brotad, Tous i horts sense establir.
Al llarg dels anys les naus s'anaren ampliant o bé renovant, com la situada al carrer de les Ànimes, que es reconstruí després d'un incendi l'any 1899.